# Carmen (versforma)
A carmen (latin ének, dal, vers, költemény, óda) legkorábbi jelentése a latin irodalom kezdeteinél: ünnepélyes prózában írott szöveg (ima, varázslat, törvény). A későbbiekben mindenfajta énekelt dal megjelölésére alkalmazták. A fogalom fejlődése a görög ódáéval azonos, és a carmen műfaja is azonosult a változás folyamán az óda műfajával.
A carmeneket nagymértékű eszmei, tartalmi, hangnembeli, formai változatosság jellemzi, de megtartják a görög lírában kialakult dalformákat.
A római lírában legismertebbek Catullus és Horatius carmenjei.
Horatius a görög (aiól) versformák mestere. A carmennek nevezett ódáiban legtöbbször a sztoikus és az epikureista életelveket szembesíti. (Jelentősek a könnyedebb epodusai és szatírái, valamint episztolái is, kivált a költészetről bölcselkedő, műfajt teremtő, a Pisó testvérekhez írt terjedelmes (476 soros) költői levél (A Pisókhoz, Epistula ad Pisones): az utókor ezt Ars poetica címen ismeri.)
A legismertebb költeményei mégis a carmenek. Görög elődöktől, Alkaiosztól, Szapphótól, Anakreóntól és Pindarosztól sokat tanult, de korántsem lemásolta őket. Magasabb szintre emelte és gyakorlatilag teljesen megújította ezt a műfajt.
Horatius 103 carmenjét négy könyv tartalmazza – az első három Maecenasnak ajánlva jelent meg egyszerre i. e. 23-ban, majd egy évtized múlva a 15 versből álló negyedik könyv.
Példa egy rövid carmenre: Aszklépiadészi sor szócikkünk Horatius-idézete – eredetileg Leuconoéhoz címmel – Trencsényi Waldapfel Imre fordításában.
Az ódában a női név jelentése: ragyogó elméjű – Horatius hozzá intézi életbölcsességeit.
A carmen témája: úgy kell elfogadni a sorsot, ahogyan van. Kár lázadni ellene. Élj a ma öröméért!
A költő eszközei a rövid mondatok, a felszólító mód használata.
Értelmezése: az élet minden pillanatában tudatosítsuk az élet szépségeit, a lélek nyugalmát se tegyük tönkre lehetetlen vágyakkal.
A carmen a modern irodalomban fenséges tárgyról szóló, emelkedett hangnemű lírai költemény; tartalmi köre sokkal szűkebb, mint ókori elődeié, a görög ódéé vagy a latin carmené.
Kölcsey Ferenc Himnusza is ebben a műfajban íródott.